# Bhikkhuni

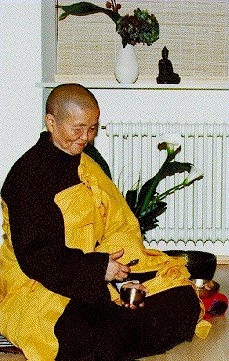
Maître Chân Không, cofondatrice avec Thích Nhất Hạnh du Village des pruniers, Dordogne

Une bhikkhuni (pali) ou bhikshuni (sanskrit) est une moniale bouddhiste qui a reçu l’ordination complète (upasampada), suivant un noviciat (shramanerika puis shikshamana) d’au moins deux ans. 
L’ordre des bhikkhunis a été fondé cinq ans après celui des bhikkhus, avec l’accord quelque peu réticent du Bouddha Gautama, qui leur imposa huit règles spécifiques les assujettissant aux moines. La première moniale aurait été Mahaprajapati Gautami, sa tante et mère adoptive. 
Au début du XXe siècle, l’ordre des bhikkhunis n’existait plus qu'en Chine, en Corée et au Viêt Nam. Dans le courant theravāda et au Japon, les nonnes sont techniquement des laïques se consacrant à la vie ascétique en suivant les règles des novices. Dans le courant vajrayāna du bouddhisme tibétain, les femmes ne reçoivent en principe pas l’ordination complète et restent novices durant toute leur carrière,
à l'exception de quelques moniales occidentales. Des tentatives de résurrection de l’ordre féminin dans les régions theravāda et d’implantation au Tibet ont été entreprises ces vingt dernières années. Le dalaï-lama s'est exprimé en faveur de l'ordination féminine lors de la conférence de Hambourg en juillet 2007.

## Ordination
Les règles régissant la vie monastique ou vinaya se sont diversifiées progressivement après la mort du Bouddha, tout en restant fondamentalement proches. Le bouddhisme theravāda suit le Vinaya Pitaka, le courant mahāyāna le Dharmaguptaka Vinaya ou Dharmagupta Vinaya (chinois : 四分律, sìfēnlǜ), et le bouddhisme tibétain le Mulasarvastivada Vinaya. Le résumé ci-dessous correspond à l’ordination selon le Dharmagupta actuel.
Les spécificités de l'ordination féminine sont la durée plus longue du noviciat obligatoire et la double ordination par les sanghas des deux sexes. Selon la tradition, le noviciat d’au moins deux ans fut imposé pour leur permettre de déterminer avec plus de certitude si elles étaient faites ou pas pour la vie monastique. 
Les moniales commencent théoriquement par être shramanerika et observent les dix préceptes. Elles doivent en principe obtenir le consentement de leurs parents et de leur mari, bien que ce ne soit plus toujours le cas lorsque cette exigence contrevient aux lois locales concernant la liberté de religion. À dix-huit ans, elles entament une seconde étape de noviciat et deviennent shikshamana pour deux ans, ajoutant six règles aux dix préceptes d'origine. En fait, de nos jours beaucoup entrent dans les ordres à dix-huit ans passés et deviennent donc directement shikshamana sans passer par le stade de shramanerika. Durant ces deux années, la novice est sous la responsabilité d’une formatrice appelée upadhyayini. Son stage achevé avec succès, elle est ordonnée en principe par dix moniales ayant au moins douze ans d’ancienneté, puis par des moines. Néanmoins, les lignées d’origine chinoise considèrent l’ordination par des moines seuls valable également, quoique déconseillée si on peut faire appel à des moniales. Cette spécificité a pu contribuer à la survie des bhikkhunis en Chine lors des périodes d’éclipse du bouddhisme, alors que dans les pays theravada où il est impossible d’ordonner une femme sans disposer de dix moniales expérimentées, la disparition des dernières bhikkhunis srilankaises lors d’une guerre au XIe siècle a entraîné l’extinction de l’ordre.
Les règles imposées aux moniales, définies par le patimokkha, sont plus nombreuses que pour les moines (de 84 à 111 de plus). Le Vinaya Pitaka en impose 311, le Dharmagupta 348 et le Mulasarvastivada 364.

## Naissance du sangha féminin
Bien que le sangha bouddhique soit officiellement la première communauté monastique apparue en Inde dont on conserve les règles, d’autres traditions ont dû avoir des ascètes femmes. Certaines d’entre elles se voient attribuer le mauvais rôle de tentatrice du Bouddha dans des récits de complots visant à salir l’école du sage des Shakyas. La tradition jaïn, en particulier, prétend avoir eu avant le bouddhisme des nonnes, dont la tradition se perpétue de nos jours. 
La communauté monastique des femmes est née officiellement lorsque le Bouddha revint pour la première fois à Kapilavastu après son illumination. Sa tante mère adoptive Mahaprajapati l’attendait pour lui demander de la recevoir comme bhikkhuni avec cinq cents dames Shakya et Koliyas dont les maris s’apprêtaient à devenir disciples de Gautama. Tout d’abord réticent, le Bouddha aurait fini par accepter devant l’insistance des femmes qui le suivirent à pied jusqu’à Vaisali, et les encouragements d'Ananda devant qui il reconnut l'égalité totale entre les deux sexes pour atteindre l'Éveil. Gautama aurait néanmoins prédit que son enseignement s’éteindrait plus tôt du fait de la présence des femmes. La légende voit (sans doute à tort) dans Bhadda Kaccana (Bhadra), l’une des cinq cents premières bhikkhunis, la femme du Bouddha.
Voir : Naissance du sangha féminin
Il posa comme condition qu’elles acceptent les huit règles suivantes :
1. Une moniale s’incline toujours devant un moine, même si elle est bhikkhuni depuis cent ans et qu’il vient juste d’être ordonné.
2. Une moniale ne doit pas passer la retraite de la saison des pluies dans un district où il n’y a pas de moine.
3. Les dates des uposathas sont déterminées par les moines ; lors des uposathas de demi-mois, les moniales doivent demander aux moines de leur adresser un prêche.
4. À la fin de la saison des pluies, les moniales doivent se confesser devant les moines et les moniales assemblés.
5. Une moniale ayant commis une faute grave doit être disciplinée (manatta) par les moines et les moniales.
6. Une moniale doit observer les préceptes (de novice) durant deux ans [au lieu d’un pour les moines] avant de pouvoir être ordonnée par les moniales et les moines.
7. Une moniale ne doit jamais dire du mal d’un moine ou l’insulter.
8. Une moniale ne peut pas faire de reproches à un moine, mais un moine peut lui faire des reproches.

Si certaines règles peuvent s'expliquer par le besoin de protéger les moniales ou de donner plus de poids social à leur sangha en la rattachant à celui des moines, d'autres, en particulier la première et la dernière, ont fait accuser Gautama de sexisme. Les explications généralement proposées par ceux qui se refusent à envisager un Bouddha coupable de discrimination sont qu'elles ont pu être ajoutées ou modifiées par des moines misogynes lors des conciles, où les femmes n'étaient pas admises, ou que Gautama estimait que sans elles, les bhikkhunis ne seraient pas acceptées par une société persuadée de l'infériorité féminine. 

### Premières bhikkhunis
Selon les sources, de nombreuses femmes rejoignirent le sangha et devinrent arahant. Le Khuddaka Nikaya contient le Therigatha, recueil de poèmes religieux relatant les circonstances de leur illumination, et le Theriapadana, recueil de biographies. On peut citer parmi elles Prajapati Gautami, Uppalavanna et Khema, citées comme les deux bhikkhunis principales, Kisagotami, Patacara, Soma, Ubbiri, Vasitthi. Comme les moines, elles venaient de différents horizons : courtisanes (Ambapali et Vimala), princesses (Sumeda et Sela), filles de nobles ou de riches marchands (Bhadda Kundalkesa, Sujata et Anopama), filles de pauvres brahmanes (Chanda) ou même serves (Punnika). 
Une liste en cite douze avec chacune son point fort : 
1. Khema, première érudite et sage ;
2. Bhadra (parfois identifiée à Yashodhara), première pour les miracles (mahasiddhi) ;
3. Gautami, première pour la sainteté ;
4. Sakula, première pour la clairvoyance ;
5. Dharmadina, première enseignante et missionnaire ;
6. Uppalavanna, première pour la réalisation ;
7. Bhadra Kundali, première pour les facultés psychiques ;
8. Nanda, première des moniales de la forêt ;
9. Bhadra Kapila, première pour le rappel des vies antérieures ;
10. Patacara, première pour le maintien du vinaya (discipline) ;
11. Sigalakamatra, première de celles qui ont atteint l’illumination par la foi ;
12. Sonya, la plus diligente ; ayant élevé dix enfants, elle était entrée tard dans les ordres et pratiquait jour et nuit, répétant : « Je dois m’efforcer de rattraper mon retard. » ;

### Implantation au Sri Lanka et disparition
Autour de 250 av. J.-C., à l’époque d’Ashoka, son fils et missionnaire Mahinda fonda une communauté d’hommes au Sri Lanka. La reine Anula et ses suivantes souhaitant entrer dans les ordres, Mahinda fit venir sa sœur Sanghamitta, qui arriva avec onze autres bhikkhunis. Elles ordonnèrent les premières moniales de l’île, et la communauté prit racine. Néanmoins, au XIe siècle, les moniales furent exterminées en même temps que les moines par les envahisseurs Cholas. Les bhikkhunis indiennes, déjà très peu nombreuses au IIIe siècle, avaient entre-temps disparu avec le recul du bouddhisme.
Les Cholas chassés, les Srilankais cherchèrent à reconstituer leur communauté monastique. Ils réussirent à faire venir quelques moines de Birmanie, mais aucune moniale. L’ordination des femmes par les sanghas des deux sexes étant proscrite dans le vinaya, il devint impossible d’ordonner de nouvelles bhikkhunis ; c'est ainsi qu'elles disparurent du bouddhisme theravada.

## Mahayana
Le sangha féminin des régions mahayana s’est développé en Chine, puis répandu en Corée et au Vietnam, avec une présence sporadique au Japon. C’est le seul sangha disposant encore d’authentiques moniales en nombre important, dont la majorité se trouvent actuellement à Taïwan. Il y eut très peu d’authentiques bhikkhunis au Japon, et les communautés de nonnes y sont en quasi-totalité des laïques ayant fait vœu de suivre les dix préceptes et les préceptes de bodhisattva. 
Selon la Brève histoire des moines de la dynastie Song, la première nonne chinoise mentionnée vivait sous les Hans et s’appelait Apan, mais comme les codes monastiques vinaya n’avaient pas encore été traduits, elle ne peut pas avoir été une bhikkhuni.
Jingjian (淨檢), première bhikkhuni, fille de magistrat et veuve jeune, était née en 291 ; elle avait pris pour maître le moine Fashi (法始) et fut acceptée comme novice en même temps que vingt-quatre compagnes par Jnânagira du Cachemire. Celui-ci n’avait pas voulu aller plus loin car sans moniales, l’ordination complète lui semblait impossible. Cependant, la mention d’une double ordination par les sanghas des deux sexes ne fut pas considérée comme une obligation par tous les moines chinois, beaucoup se prévalant de l’exemple de Mahaprajapati Gautami qui avait été ordonnée par le Bouddha seul. Aussi Jingjian obtint-elle finalement son upasampada de moines seuls, en même temps que trois autres jeunes femmes. 

### Première ordination double
En 429, un bateau étranger aborda à Jiankang (建康), actuelle Nankin, capitale des Song du Sud. À son bord se trouvaient huit bhikkhunis srilankaises qui s’installèrent au monastère de la Claire bénédiction. Quand elles apprirent comment les moniales locales étaient ordonnées, elles firent part de leur surprise à la bhikkhuni Sengguo (僧果) et lui proposèrent de lui faire une upasampada selon les règles srilankaises. Sengguo en discuta avec son maître de vinaya Gunavarman, qui réafirma la validité de l’ordination chinoise, tout en concédant que se faire ordonner une seconde fois ne pourrait que lui être bénéfique. Il demanda néanmoins que les moniales étrangères apprennent tout d’abord le chinois. Quatre ans après, le bateau revint avec onze bhikkhunis qui ordonnèrent Sengguo et ses compagnes en 434 au monastère de Nanlin (南林寺). 
Le Récit de l’ordination des nonnes fait pour sa part venir quinze bhikkhunis d’Inde, précisant que cinq d’entre elles moururent lors de la traversée des montagnes, trois de froid et deux tombées dans un précipice. Il s’agit néanmoins d’un récit isolé datant du XVIIe siècle, et la version srilankaise a la faveur des historiens.
L'ouvrage Biographies des moniales attribué à Baochang (moine bouddhiste) (en) (寶唱) (495-528) renferme les notices de soixante-cinq nonnes. Bien que moins important numériquement que la communauté masculine (une moniale pour cinq moines selon un recensement datant des Song), le sangha féminin continua de croître suivant la progression du bouddhisme. Seuls les maîtres masculins avaient leur biographie dans les annales officielles, mais on trouve de fréquentes mentions de moniales dans les documents des siècles successifs ; on sait que certaines furent maîtres dans des écoles du courant Chan. 
Au XXe siècle, entre les années cinquante et soixante, les ordres bouddhistes disparurent presque intégralement de Chine avec l’arrivée au pouvoir des communistes. Les moniales s’étaient repliées les premières à Taïwan à la fin des années quarante, ce qui leur permit d’être bien implantées dans l’île. Elles aidèrent les moines dans leur installation lorsqu’ils immigrèrent à leur tour, inversant pour un temps la situation habituelle du sangha féminin assisté par le sangha masculin. Au début des années 2000, on comptait à Taïwan plus de 60 000 moniales mahayana, soit trois fois plus que leurs homologues masculins. Un tiers d’entre elles ont moins de trente-cinq ans et possèdent un diplôme professionnel ou universitaire. Elles sont actives dans différents domaines, du purement religieux au social. Parmi les pionnières, on peut citer Maître Zheng Yan (證嚴法師), fondatrice de l’ONG Tzu-Chi (1966), d’un hôpital et d’une école de médecine, nommée pour un prix Nobel en 1993, et Maître Xiao Yun (曉雲法師), fondatrice de l’université Huafan (華梵大學).
La transcription chinoise de bhikkhuni est bǐqiūní (比丘尼) ; elles sont aussi appelées nígū (尼姑), terme plus général qui englobe aussi les novices et nonnes non ordonnées. Les monastères féminin portaient souvent le nom de ān (庵).

## Autres nonnes

### Tibet

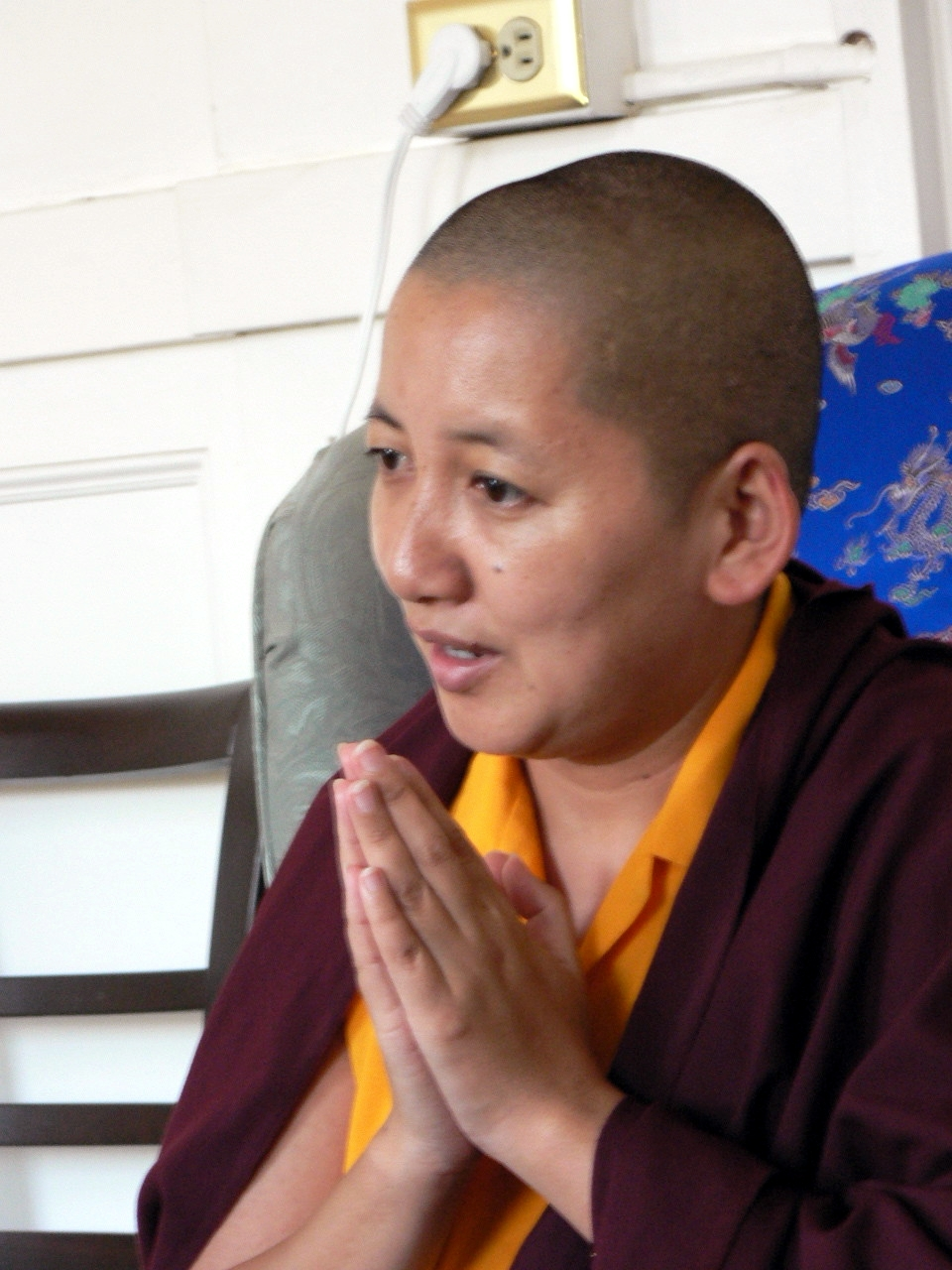
Jetsün Khandro Rinpoché.

Dans le bouddhisme tibétain, il existe depuis des siècles des nonnes qui ne reçoivent cependant pas l’ordination complète, les bhikkhunis ayant déjà disparu d’Inde et du Népal lorsque le bouddhisme pénétra au Tibet. La réintroduction de la pleine ordination pour les nonnes dans les écoles du bouddhisme tibétain a été à l'ordre du jour d'un congrès international qui s'est tenu à Hambourg en juillet 2007. Il existe une gamme de statuts entre les purs laïcs et les nonnes. On trouve ainsi des yoginis et des ngakmas (courants nyingmapa et bön) mariées, mais aussi les kandromas (dakinis). Récemment[Quand ?], quelques gelongmas (bhikkhunis) occidentales ordonnées par des moniales du courant mahayana ont été acceptées dans des lignées tibétaines.
Parmi les nonnes tibétaines prééminentes ou célèbre, on peut citer Ngawang Sangdrol fortement engagée pour la liberté du Tibet, Khandro Rinpoché, fille de Mindroling Trichen, chef de l’école nyingmapa et directrice du monastère Samten Tse (Inde), Khandroma Palden Chotso, directrice de l’Ermitage des dakinis (Tibet), Khandro Tinley Chodon, petite-fille du maître Kagyu Shakyasri et Jetsun Kushok Chimey Luding Rinpoché, sœur de Sakya Trizin, l’actuel chef de l'école sakyapa, ou encore Shugsep Longchen Rinpoché.
Ainsi, au Tibet, avant l'invasion chinoise de 1959, le nombre de nonnes étaient de 27 000 alors qu'il y avait environ 592 000 moines. Il existe une forme de mouvement féministe dans le bouddhisme, et le 14e dalaï-lama a déclaré :
« Il y a un vrai mouvement féministe dans le bouddhisme qui est relié à la déité Tārā. Suivant son culte du bodhicitta, la motivation du bodhisattva, elle a observé la situation des êtres s'efforçant d'atteindre le plein éveil et elle remarqua que peu de personnes atteignaient l'état de Bouddha en tant que femme.  Aussi, Tārā s'est fait une promesse (elle s'est dit à elle-même) : « J'ai développé le bodhicitta en tant que femme. Pour toutes mes vies le long du chemin, je jure de renaître en tant que femme, et dans ma dernière vie, quand j'atteindrai l'état de Bouddha, là aussi, je serai une femme. »

### Japon
Au Japon, les nonnes sont dans leur grande majorité des femmes non ordonnées qui ont fait vœu de suivre les dix préceptes et les préceptes de bodhisattva. Malgré des débuts humbles et difficiles, elles ont néanmoins pu s’installer dans des monastères, acquérir une formation et obtenir le soutien des laïcs, particulièrement à partir du moment où l’État japonais a autorisé le mariage des moines, détournant beaucoup d’hommes de la pratique religieuse assidue pour en faire des patrons de temples. Certaines sont même devenues maîtres zen.

### Régions theravada

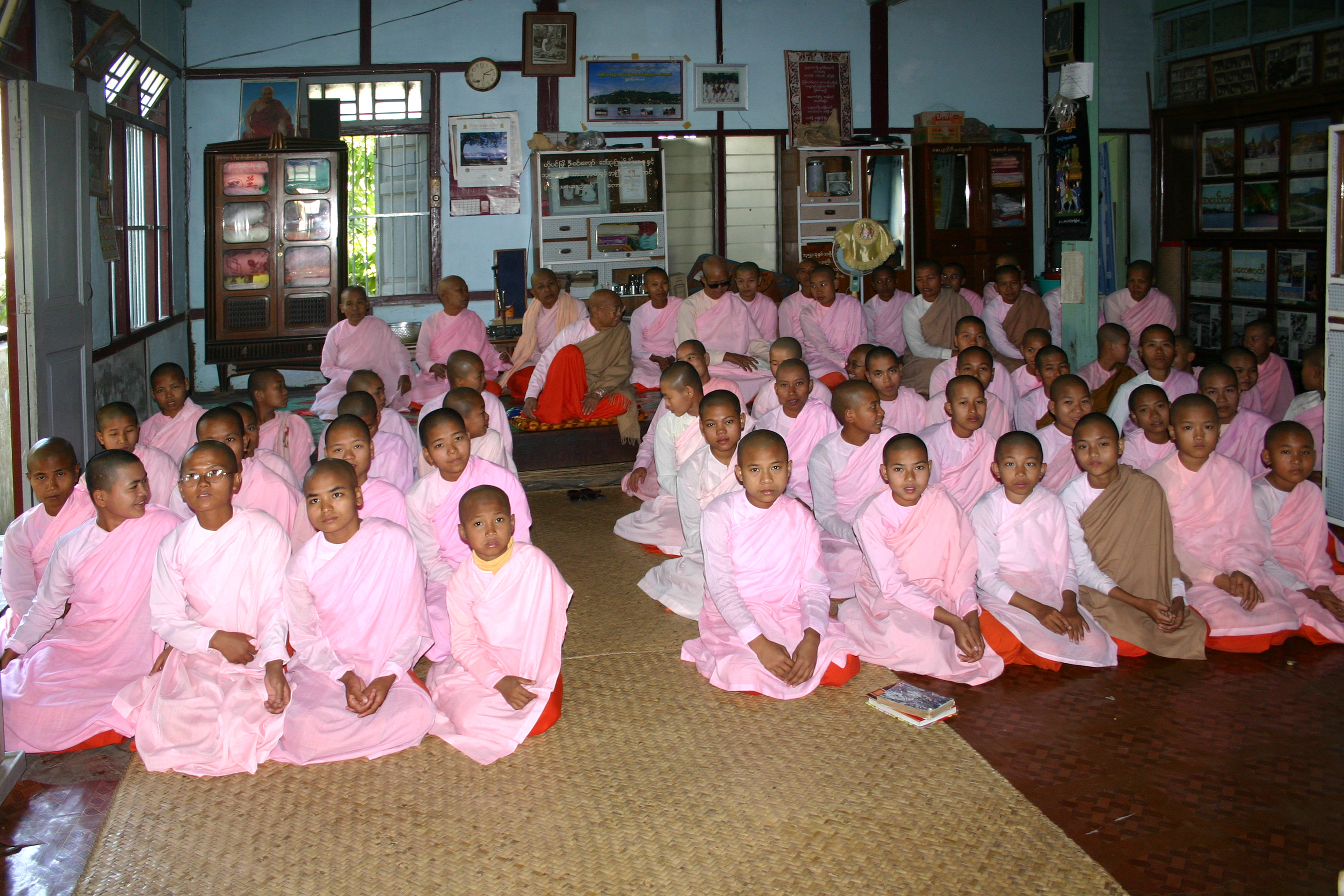
Moniales à Sagaing, Birmanie (février 2006)

Dans les pays d’Asie du Sud (Birmanie, Cambodge, Laos, Sri Lanka, Thaïlande) et chez les theravada du Vietnam et du Népal, où les bhikkhunis sont inexistantes, on trouve, particulièrement depuis le XIXe siècle, des femmes qui se tournent vers la vie d’ascète et font vœu de suivre des règles en nombre variable, vivant soit en communauté, soit isolément. Elles sont appelées anagarikas (errantes) ou thilashins (morales) au Myanmar et au Népal, dasasilmatas (errantes) à Sri lanka et maechis en Thaïlande, et portent des robes de couleur différente selon la région.
Dans la plupart des pays, leur statut est incertain car elle n'appartiennent à aucune des quatre catégories du grand sangha défini par le Bouddha (moines et moniales, laïcs des deux sexes). Elles ne reçoivent, contrairement aux moines, aucune assistance de l’État, et très peu des laïcs qui préfèrent soutenir les moines confirmés. Ainsi, les maechis thaïlandaises, au nombre de 14 700 en 1997, se trouvent-elles à la fois dépourvues du droit de vote comme les moines, mais privées par les autorités bouddhiques du droit d’enseigner le dharma et d’accomplir des rituels. Les nonnes theravada ayant reçu une formation et tournées vers le service social trouvent plus facilement un soutien en fondant des écoles maternelles, des jardins d’enfants ou des centres d'assistance pour les femmes. Celles qui voudraient se concentrer sur la pratique religieuse rencontrent par contre beaucoup de difficultés. Elles vivent indépendantes dans un grand dénuement, ou deviennent dépendantes des temples où elles rendent des services d’intendance. Le manque de statut officiel fait qu’il est facile à des mendiantes de se faire passer pour des nonnes, rabaissant encore leur image. Quelques efforts ont été faits au Myanmar et à sri Lanka pour tenter de remédier à ce problème.

## Recréation de l’ordre

### Vajrayana
La proposition d’ordonner des bhikkhunis (gelongmas) dans le bouddhisme tibétain rencontre peu d’opposition ouverte. Le dalaï-lama a proposé d’améliorer tout d’abord la qualité de l’enseignement dans les monastères de femmes, et indiqué que les bhikkhunis des pays occidentaux étaient peut-être les mieux placées pour faire évoluer la situation. Un comité composé de Carola Roloff (Jampa Tsedroen), Tenzin Palmo, Pema Chödrön, Karma Lekshe Tsomo et Thubten Chodron (en), conseillées par Heng Ching Shih, moniale taïwanaise, a entamé ses travaux au printemps 2006. Autour d'une association internationale de femmes, Carola Roloff s'implique dans un développement des femmes dans le bouddhisme,.

### Theravada
(juin 2020).
- Si vous ne connaissez pas le sujet, laissez ce bandeau (vous pouvez alors contacter les auteurs).
- Si vous supprimez le contenu mis en cause (vous pouvez préalablement contacter les auteurs),

argumentez précisément cette suppression dans la page de discussion
(un manque de référence n'est pas un argument ; une recherche réelle de référence doit avoir été effectuée, être formellement documentée).
Dans les régions theravada, il existe une forte opposition à la résurrection de l’ordre féminin. Il est vrai qu’historiquement, les bhikkhunis n’eurent de réelle présence qu’au Sri Lanka, d'ailleurs premier pays à les avoir réadmises. Les objections sont en partie religieuses, basées sur une vision fataliste du bouddhisme, qui considère que celui-ci est dans une phase de déclin, dont la disparition précoce des moniales est une manifestation naturelle ; les moines disparaîtront à leur tour, amenant l’éclipse de la doctrine, suivie de son renouveau signalé par l’avènement de Maitreya, le prochain bouddha. Dans cette optique, ressusciter l’ordre des femmes irait contre cet inévitable cours des choses et constituerait un mauvais karma qui ne ferait que retarder l’arrivée d'une nouvelle ère. Les autres raisons sont avant tout sociales, basées sur la réticence à remettre en question un privilège masculin, et, ironiquement, la constatation de la qualité généralement insuffisante du sangha masculin, beaucoup en déduisant qu’il serait encore plus difficile de garantir celle d’un sangha féminin soumis à quatre-vingt-quatre règles supplémentaires. Les aspirantes bhikkhunis ne peuvent guère compter sur le soutien des femmes, peu mobilisées par une revendication qui ne concerne naturellement qu’une minorité. Quant aux nonnes, elles pensent avoir plus de chance d’améliorer leur situation en réclamant une reconnaissance de leur statut assortie de droits plutôt qu’en ressuscitant l’ordre des bhikkhunis.
Le Sri Lanka s’est distingué en acceptant des bhikkhunis depuis 1998. Cette année-là, vingt femmes furent ordonnées à Bodh-Gaya par des moines mahayana et theravada et des moniales mahayana dont la lignée remontait à des bhikkhunis srilankaises. Dix les avaient précédées en 1996, mais l’opposition restait alors forte, le gouvernement srilankais ayant même posé pour condition à la tenue d’une conférence internationale sur le bouddhisme à Colombo en 1998 que la question de l’ordination des femmes ne soit pas évoquée. La situation put être changée à travers des négociations et grâce au soutien de moines importants. En 2004, on en comptait au Sri Lanka 400 bhikkhunis et 800 shramanerikas. En Birmanie, deux moniales ordonnées en 2003 ont été acceptées. 
En Thaïlande l’opposition reste très forte. Déjà en 1927, le politicien progressiste Narin Bhasit (Narin Klueng) avait fait ordonner ses deux filles Sara et Chongdi, et construire le Wat Nariwong pour être un monastère féminin. Le gouvernement en ordonna rapidement la fermeture et le renvoi des moniales à la vie civile. Refusant d'obéir, les filles de Narin Klueng furent arrêtées et défroquées en prison. Une loi interdisant d’ordonner des femmes fut passée en 1928. Néanmoins, Chatsumarn Kabilsingh, dont la mère avait déjà scandalisé en se proclamant bhikkhuni, a récemment été ordonnée (2001) sous le nom de  Dhammananda, entraînant une nouvelle vague de protestations. 
Les occidentales intéressées par le monachisme theravada éprouvent également des difficultés à être intégrées au même titre que les candidats masculins. Certaines ont entamé un chemin indépendant, comme l’Allemande Ayya Khema (1923-1997), fondatrice de la Maison des femmes bouddhistes au Sri Lanka, ou l'anglaise Aree Chaisatien. Néanmoins, depuis l’apparition des bhikkhunis srilankaises rendant les ordinations possibles, quelques projets de monastères ont démarré, tel Metta Vihara, monastère de forêt allemand.